# Lågskär, Houtskär
Lågskär är en ö i Finland. Den ligger i Skärgårdshavet och i kommunen Pargas i den ekonomiska regionen  Åboland i landskapet Egentliga Finland, i den sydvästra delen av landet. Ön ligger omkring 71 kilometer väster om Åbo och omkring 210 kilometer väster om Helsingfors. Lågskär ligger 1 meter över havet.
Öns area är 2 hektar och dess största längd är 210 meter i öst-västlig riktning. Närmaste större samhälle är Houtskär, 14,9 km öster om Lågskär.